# Johann Jakob Schleich
Johann Jakob Schleich OSB (* 1622 in Schwarzach (Niederbayern); † 12. August 1668 in Metten) war Mönch und Abt in der bayerischen Benediktinerabtei Metten.

## Biographie
Johann Jakob Schleich soll der Sohn eines Gerichtsschreibers in Schwarzach (Niederbayern) gewesen und nach dem frühen Tod seiner Eltern in armen Verhältnissen aufgewachsen sein. Seit 1641 war er im Kloster Metten und im Jahr 1647 wurde er zum Priester geweiht. Im Kloster bekleidete er in den Jahren 1655–58 das Amt des Priors. Nach dem plötzlichen Tod von Abt Augustinus Gerlstötter wurde Johann Jakob Schleich von den Mettener Mönchen am 21. März 1658 als Kompromisskandidat zum neuen Abt gewählt.
Von seinen Vorgängern übernahm Abt Johann Jakob Schleich ein durch die großen Ausgaben für die nach dem Dreißigjährigen Krieg notwendige bauliche Instandsetzung hoch verschuldetes Kloster. Wirtschaftliche Rückschläge und finanzielle Forderungen der Regensburger Bischöfe für die Überlassung der Pfarrei Stephansposching brachten eine weitere Verschlechterung der finanziellen Lage.
Dennoch förderte Abt Johann Jakob Schleich die Pflege der Wissenschaft im Kloster. Auf seine Einladung hin dozierten Ordensleute und Mönche auswärtiger Klöster als Lehrer der Philosophie im Kloster, so die Dominikaner Johannes Steuber aus Koblenz und Albert van der Hayden sowie die Benediktiner Ildephons Thaler aus Stift Seitenstetten, Peter Wollgschaffen von Stift Sankt Peter (Salzburg) und Willibald Lendler aus Kloster Ochsenhausen in Schwaben.